# Тинтон Фалс (Њу Џерзи)
Тинтон Фалс (енгл. Tinton Falls) град је у америчкој савезној држави Њу Џерзи.

## Демографија
По попису из 2010. године број становника је 17.892, што је 2.839 (18,9%) становника више него 2000. године.
| Група             | 2000.          | 2010.          |
| Белци             | 11.396 (75,7%) | 14.003 (78,3%) |
| Афроамериканци    | 1.963 (13,0%)  | 1.672 (9,3%)   |
| Азијати           | 747 (5,0%)     | 835 (4,7%)     |
| Хиспаноамериканци | 707 (4,7%)     | 1.118 (6,2%)   |
| Укупно            | 15.053         | 17.892         |